# J・ベアード・キャリコット
ベアード・キャリコット（J. Baird Callicott、1941年5月19日 - ）は、アメリカ合衆国の環境倫理学者。テネシー州メンフィスで生まれた。1971年にシラキューズ大学から哲学博士号を取得（専攻はプラトン哲学）。現在は、ノーステキサス大学の哲学教授。1971年にウィスコンシン州立大学スティーブンズポイント校において、世界初の環境倫理学の講座を開き、1979年にこの分野の専門誌を発行した。環境倫理学という分野の創設者と位置づけられる。北米で出版される環境倫理学関連の雑誌には、キャリコットの仕事へのに言及・注解、そして批判がいまでも多く見られる。

## アルド・レオポルドの哲学的解釈
キャリコットのキャリアは、アルド・レオポルド(1887-1948)の解釈から始まる。つまり、進化論と生態学がわれわれ自身とわれわれの周囲の世界についての基本的な見かたを変えたというレオポルドの認識を、キャリコットは形而上学のレベルで整理した。
キャリコットによるレオポルドの解釈は、1989刊行の『「土地倫理」を擁護して』（未邦訳：In Defense of the Land Ethic: Essays in Environmental Philosophy. Albany: State University of New York Press）に詳しく述べられている。その内容を要約すると、次の通りである。進化論と生態学によれば「土と水、植物、そして動物、あるいは集合的に土地」と人間が、共有された社会的コミュニティの本質をなす。そのため、われわれ人間がおたがいに負うことを認めあっている倫理的な義務は、この土地コミュニティにたいしても同じように敷桁し、奨励することができるし、そうすべきである。――この解釈にあたってキャリコットが依拠するのは、デイヴィッド・ヒューム、アダム・スミス、そしてチャールズ・ダーウィンである。道徳的な責務を土地にまで拡大することに関する議論のなかで、キャリコットは土地が内在的価値をもつと論じた。つまり、それは何か他の目的にたいする手段としての価値とは異なり、それ自身における、それ自身で有する価値であり、たんに道具的な価値以上の価値を土地は持つ、と主張する。この背景には、サイバネティックスの援用により、機械論に傾きつつあった生態系生態学と、それに基づく環境保護運動への批判がこめられている。 
また、キャリコットはレオポルドの解釈のなかで、自らを「生態系中心主義者」と位置づける。つまり、全体としての種、エコシステム、流域、生物コミュニティ、生命圏、そしてそれら生物学的集合を構成する要素である諸個体に、直接的な道徳的地位を認める。この主張は、ホームズ・ロールストンⅢやアルネ・ネスの主張と同一視されることがあるが、それぞれの主張は異なるため、比較が必要である。また、動物福祉に関する倫理学と環境倫理学の相違点についても言及している。

## 北米のインディアン社会の世界観研究
キャリコットは、レオポルドの土地倫理とインディアン諸部族の宇宙論が強い親近性を共有していると主張し、この宇宙論の吟味を通じて、環境倫理学の具体化を目指した。
アメリカ・インディアン文化のいっさいを包括する暗黙の総合的形而上学は、人間をより大きな社会的環境と物理的（自然的）環境の両方のなかに位置づけている。人びとは人間のコミュニティに属しているだけでなく、全自然からなるコミュニティにも属している。このより大きな社会のなかで存在することは、家族や部族のつながりのなかで存在することと同様、互恵的責任と相互的責務が当然と考えられており、疑問も反省もなしに受け入れられている環境に人びとを置く。後にキャリコットは『地球の洞察―多文化時代の環境哲学』(1997=2009)のなかで、キリスト教、イスラムに、多神教、オーストラリアの先住民文化にいたる世界の諸文化と宗教的伝統のなかに表れている環境への姿勢と価値観をまとめた。